# Glencoe (Minnesota)
Glencoe es una ciudad ubicada en el condado de McLeod en el estado estadounidense de Minnesota. En el Censo de 2010 tenía una población de 5631 habitantes y una densidad poblacional de 673,94 personas por km².

## Geografía
Glencoe se encuentra ubicada en las coordenadas 44°46′14″N 94°8′54″O / 44.77056, -94.14833. Según la Oficina del Censo de los Estados Unidos, Glencoe tiene una superficie total de 8.36 km², de la cual 8.34 km² corresponden a tierra firme y (0.22%) 0.02 km² es agua.

## Demografía
Según el censo de 2010, había 5631 personas residiendo en Glencoe. La densidad de población era de 673,94 hab./km². De los 5631 habitantes, Glencoe estaba compuesto por el 92.01% blancos, el 0.59% eran afroamericanos, el 0.64% eran amerindios, el 0.8% eran asiáticos, el 0.02% eran isleños del Pacífico, el 4.76% eran de otras razas y el 1.19% pertenecían a dos o más razas. Del total de la población el 14.81% eran hispanos o latinos de cualquier raza.